# Abd-Al·lah ibn Maymun
Abd-Al·lah ibn Maymun al-Qaddah o, més senzillament, Abd-Al·lah ibn Maymun —àrab: عبد الله بن ميمون القداح, ʿAbd Allāh ibn Maymūn al-Qaddāḥ— (segle ix) fou el profeta i fundador de l'ismaïlisme càrmata i un transmissor de tradicions entre els xiïtes imamites que va predicar a l'Iraq i a Salamya (Síria), on es va establir. Fou fill de Maymun al-Qaddah fundador de la secta dels Maymuniyya. Va morir el 874.